# Distretto di Ellikqala
Il distretto di Ellikqala è uno dei 14 distretti della Repubblica autonoma del Karakalpakstan, in Uzbekistan. Il capoluogo è Bustan (Bo'ston in usbeco).
Vi si trovano i resti di numerose fortezze e cittadelle fortificate (Ellik Qala significa 50 fortezze), la più grande delle quali è Toprak Qala (il cui nome significa fortezza d'argilla), riportata alla luce dalla spedizione di Sergey P.Tolstov (1945-1950), e che fu residenza dei governatori dell'antico Khorezm; tra le principali ci sono poi le fortezze di Ayaz Qala, Guldursun Qala (cittadella delle aquile) e Kirkiz Qala (cittadella delle 40 donne).

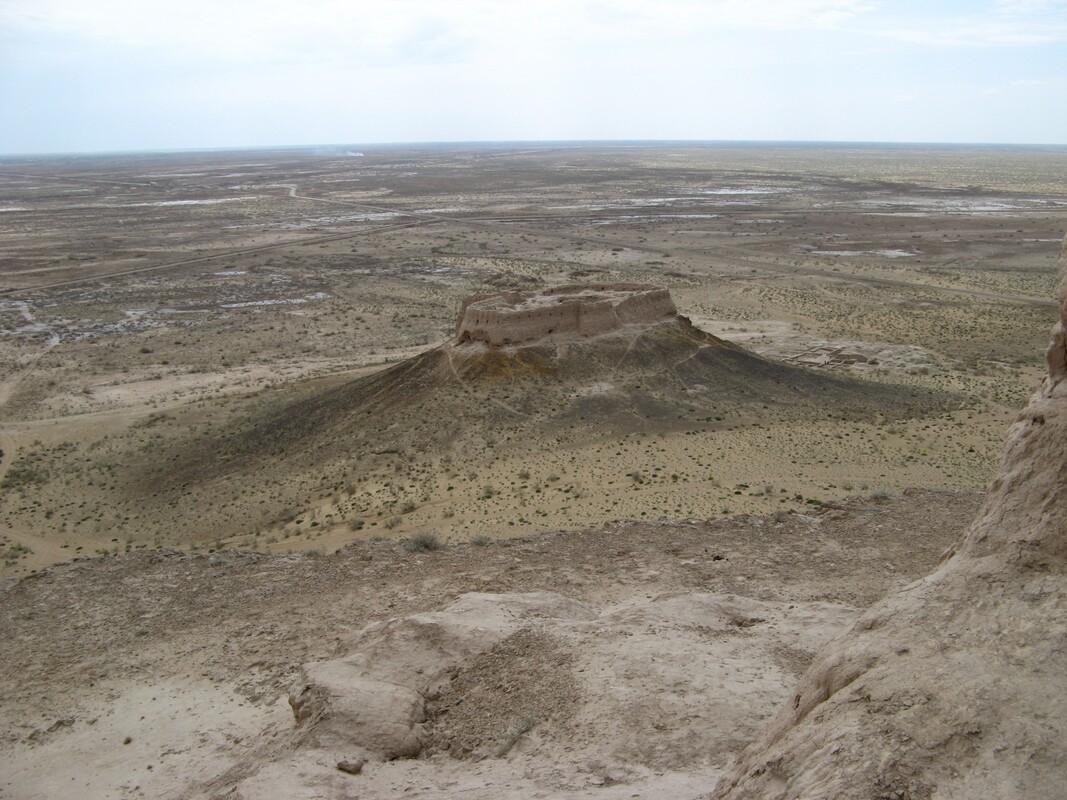
Una delle fortezze di Ayaz Qala